# Ruby Rose
Ruby Rose Langenheim (* 20. března 1986 Melbourne, Victoria) je australská modelka, herečka a televizní moderátorka.

## Životopis
Veřejnosti se poprvé představila jako moderátorka australské MTV (2007–2011) a poté následovala úspěšná kariéra modelky. Kromě toho také moderovala televizní pořady jako Australia's Next Top Model (2009) a The Project (2009–2011).
Od roku 2008 se začala věnovat i herectví. V roce 2013 ztvárnila malou roli v dramatu Around the Block. Celosvětově se proslavila rolí Stelly Carlin ve třetí řadě seriálu Netflixu Holky za mřížemi (2015–2016). Kromě toho měla velké role v celovečerních filmech Resident Evil: Poslední kapitola (2016), xXx: Návrat Xandera Cage (2017), John Wick 2 (2017), Ladíme 3 (2017) a v akčním filmu MEG: Monstrum z hlubin (2018). V roce 2019 ztvárnila titulní roli v seriálu Batwoman. V květnu 2020 ohlásila magazínu Variety, že se již nevrátí do druhé řady seriálu v roli Batwoman, její role bude přeobsazena.

## Osobní život
Ve svých dvanácti letech si prošla coming outem jako lesba. Kvůli své sexuální orientaci se stávala terčem nenávistných útoků a šikany od svých spolužáků, což ji přivedlo až k pokusu o sebevraždu. V dětství ji též zneužil příbuzný. Byly jí diagnostikovány bipolární afektivní porucha a klinická deprese. K lednu 2015 se Identifikovala jako nebinární, gender fluidní.
V roce 2014 oznámila své zasnoubení s módní návrhářkou Phoebe Dahl, ale v prosinci 2015 se pár rozešel. Od října 2016 do dubna 2018 byla ve vztahu se zpěvačkou Jessicou Origliasso ze skupiny The Veronicas, s níž již dříve chodila v roce 2008.

## Filmografie

### Film
| Rok           | Název                            | Role        | Poznámky    |
| ------------- | -------------------------------- | ----------- | ----------- |
| 2013          | Around the Block                 | Hannah      |             |
| 2014          | Break Free                       | Ona sama    | Krátký film |
| 2016          | Resident Evil: Poslední kapitola | Abigail     |             |
| 2017          | xXx: Návrat Xandera Cage         | Adele Wolff |             |
| 2017          | John Wick 2                      | Ares        |             |
| 2017          | Ladíme 3                         | Calamity    |             |
| 2018          | MEG: Monstrum z hlubin           | Jaxx Herd   |             |
| 2020          | Cranston Academy: Monster Zone   | Liz (hlas)  |             |
| bude oznámeno | SAS: Red Notice                  | Grace       |             |
| bude oznámeno | The Doorman                      |             |             |

### Televize
| Rok       | Název                              | Role                 | Poznámky                                                        |
| --------- | ---------------------------------- | -------------------- | --------------------------------------------------------------- |
| 2007–2011 | MTV Australia                      | ona sama             |                                                                 |
| 2009      | Talkin' 'Bout Your Generation      | ona sama             |                                                                 |
| 2009–2010 | 20 to 1                            | ona sama             | 2 díly                                                          |
| 2009      | Australia's Next Top Model         | ona sama             |                                                                 |
| 2009      | MTV Australia Awards 2009          | ona sama             |                                                                 |
| 2009–2011 | The Project                        | ona sama             |                                                                 |
| 2010      | Ultimate School Musical            | ona sama             |                                                                 |
| 2010      | 52nd Logies Awards                 | ona sama             |                                                                 |
| 2010      | Zimní olympijské hry ve Vancouveru | ona sama             |                                                                 |
| 2013      | Mr & Mrs Murder                    | ona sama             | díl: „Early Checkout“                                           |
| 2015      | Dark Matter                        | Wendy                | díl: „Episode Seven“                                            |
| 2015–2016 | Holky za mřížemi                   | Stella Carlin        | vedlejší role v 3. sérii                                        |
| 2015      | 2015 MTV Europe Music Awards       | ona sama             |                                                                 |
| 2017      | Lip Sync Battle                    | ona sama             | díl: „Milla Jovovich vs. Ruby Rose“                             |
| 2018–2019 | The Flash                          | Kate Kane / Batwoman | díly: „Elseworlds, Part 1“, „Crisis on Infinite Earths, Part 3“ |
| 2018–2019 | Arrow                              | Kate Kane / Batwoman | díly: „Elseworlds, Part 2“, „Crisis on Infinite Earths, Part 4“ |
| 2018–2019 | Supergirl                          | Kate Kane / Batwoman | díly: „Elseworlds, Part 3“, „Crisis on Infinite Earths, Part 1“ |
| 2019–2020 | Batwoman                           | Kate Kane / Batwoman | hlavní role, 20 dílů                                            |
| 2020      | Legends of Tomorrow                | Kate Kane / Batwoman | díl: „Crisis on Infinite Earths, Part 5“                        |

### Videoklipy
| Rok  | Název             | Umělec        | Role         | Poznámky                     |
| ---- | ----------------- | ------------- | ------------ | ---------------------------- |
| 2011 | „Boys like You“   | 360           | krásná dívka |                              |
| 2012 | „Guilty Pleasure“ | ona a Gary Go | ona sama     |                              |
| 2016 | „On Your Side“    | The Veronicas | krásná dívka | také scenáristka a režisérka |
| 2016 | „My Baby“         | Russ          | ona sama     |                              |

## Ocenění a nominace
| Rok  | Ocenění                    | Kategorie                           | Nominovaná práce         | Výsledek  |
| ---- | -------------------------- | ----------------------------------- | ------------------------ | --------- |
| 2009 | ASTRA Awards               | Oblíbená ženská osobnost            |                          | vítězství |
| 2015 | British LGBT Awards        | Vycházející hvězda mezi celebritami |                          | nominace  |
| 2015 | GQ Australia               | Žena roku                           |                          | vítězství |
| 2016 | British LGBT Awards        | Celebrita roku                      |                          | nominace  |
| 2016 | Mediální cena GLAAD        | Cena Stephena F. Kolzaka            |                          | vítězství |
| 2016 | Glamour Awards             | Nová hvězda                         |                          | nominace  |
| 2016 | People's Choice Awards     | Ocenění za popularitu               |                          | nominace  |
| 2016 | Screen Actors Guild Awards | Nejlepší obsazení                   | Holky za mřížemi         | vítězství |
| 2017 | Australian LGBTI Awards    | Celebrita roku                      |                          | vítězství |
| 2017 | Teen Choice Awards         | Nejlepší herečka (akční film)       | xXx: Návrat Xandera Cage | nominace  |